# (2860) Pasacentennium
(2860) Pasacentennium est un astéroïde de la ceinture principale.

## Description
(2860) Pasacentennium est un astéroïde de la ceinture principale. Il fut découvert le 8 octobre 1978 à l'Observatoire Palomar par Eleanor Francis Helin. Il présente une orbite caractérisée par un demi-grand axe de 2,33 UA, une excentricité de 0,22 et une inclinaison de 22,7° par rapport à l'écliptique.

## Compléments